# Fake Plastic Trees
"Fake Plastic Trees" är en låt av det brittiska bandet Radiohead, utgiven på albumet The Bends 1995. Den släpptes som singel den 15 maj 1995.

## Låtlista
CD 1
1. "Fake Plastic Trees" – 4:52
2. "India Rubber" – 3:26
3. "How Can You Be Sure?" – 4:21

CD 2
1. "Fake Plastic Trees" – 4:52
2. "Fake Plastic Trees" (acoustic) – 4:41
3. "Bullet Proof..I Wish I Was" (acoustic) – 3:34
4. "Street Spirit (Fade Out)" (acoustic) – 4:26

## Medverkande
- Thom Yorke - sång, akustisk gitarr
- Colin Greenwood - elbas
- Jonny Greenwood - elgitarr, Hammondorgel
- Ed O'Brien - elgitarr
- Philip Selway - trummor
- Caroline Lavelle - cello
- John Matthias - viola, violin